# Matériau
Pour les articles homonymes, voir Matériau (homonymie).

Grandes classes de matériaux. Les matériaux minéraux sont des roches, des céramiques ou des verres. Les matériaux métalliques sont des métaux ou des alliages.

Un matériau est toute matière utilisée pour réaliser un objet au sens large. Ce dernier est souvent une pièce d'un sous-ensemble. C'est donc une matière sélectionnée à l'origine en raison de propriétés particulières et mise en œuvre en vue d'un usage spécifique. La nature chimique, la forme physique (phases en présence, granulométrie et forme des particules, par exemple), l'état de surface des différentes matières premières, qui sont à la base des matériaux, leur confèrent des propriétés particulières. On distingue ainsi quatre grandes familles de matériaux.
En science des matériaux, par exemple, « matériau » est un terme générique employé dans le sens de matière, substance, produit, solide, corps, structure, liquide, fluide, échantillon, éprouvette, etc., et désignant notamment l'eau, l'air, et le sable (dans des tableaux de caractéristiques) ; un matériau viscoélastique est souvent qualifié de « fluide à mémoire ».
La classification de matériaux en solides, liquides, semi-solides, etc., est primitive et parfois non valable. En effet, en rhéologie, il est possible d'observer un comportement de type liquide dans un matériau solide et un comportement de type solide dans un matériau liquide (viscoélasticité, seuil d'écoulement).
Les matériaux servent à fabriquer des objets, qui constituent le matériel.

## Éléments historiques
Les matériaux scandent l'histoire de l'humanité. Au système des trois âges préhistoriques (âge de pierre, âge du bronze, âge du fer) ont succédé des âges historiques : âge de l'acier au XIXe siècle, celui des polymères au milieu du siècle suivant (âge du plastique) et âge du silicium dans la seconde moitié du XXe siècle.

## Classification selon l'utilisation
- Matériau de construction
- Matériau réfractaire
- Matériaux nucléaires (en)
- Matériaux aérospatiaux (en)
- Biomatériau

La sélection des matériaux est le processus qui consiste à déterminer quel matériau doit être choisi pour la confection d'un objet.

## Classification selon la structure atomique
Les matériaux peuvent être classés selon leur structure atomique,. On peut distinguer :
- les matériaux métalliques, faisant intervenir une liaison métallique : matériaux durs, rigides et déformables plastiquement. Ce sont des métaux ou des alliages métalliques : fer, acier, aluminium, cuivre, bronze, fonte, etc. Les métaux et leurs alliages sont ordinairement bons conducteurs de la chaleur, de l'électricité, opaques à la lumière visible qu'ils réfléchissent ;
- les matériaux organiques ou polymères organiques – liaison covalente et liaison secondaire : matériaux constitués de molécules formant de longues chaînes de carbone, matériaux faciles à mettre en forme, ils supportent rarement des températures supérieures à 200 °C. Ce sont des matériaux d'origine animale, végétale ou synthétique : bois, coton, laine, papier, carton, matière plastique, caoutchouc, cuir, etc. Ce sont presque toujours des isolants thermiques et électriques ;
- les matériaux minéraux ou céramiques – liaison ionique et liaison covalente : matériaux inorganiques caractérisés par leur résistance mécanique et thermique (réfractaires). Ce sont des roches, des céramiques ou des verres : porcelaine, pierre naturelle, plâtre, etc. ;
- les matériaux composites. Ce sont des assemblages d'au moins deux des trois types de matériaux déjà cités, non miscibles : plastiques renforcés de fibre de verre, fibre de carbone ou de Kevlar, contreplaqué, béton, béton armé, etc.

## Ingénierie technique
L'ingénierie est une technique qui a pour objet de transformer un produit brut en un produit possédant une fonction souhaitée par l'utilisateur. Cette transformation, ici la conception mécanique, est sujette à quatre interactions fondamentales : la fonction ; le matériau ; la géométrie ; le procédé.
La « fonction de service » est modélisée sous la forme d'un « système technique » qui représente chaque petite partie d'un mécanisme. Elle est issue d'un cahier des charges. On fait ensuite appel à une « analyse de la valeur » de chacune des parties afin d'évaluer les objectifs d'optimisation. L'ingénierie des matériaux s'intéresse aux propriétés mécaniques (résistance des matériaux), à leur comportement sous l'action de forces et contraintes extérieures. Pour cela, on dispose d'un grand nombre de lois de la physique que l'on appelle « lois de comportement » (de la statique, de la dynamique, etc.). En résistance des matériaux, la géométrie intervient toujours dans ces lois de comportement. L'ingénierie des matériaux s'intéresse maintenant de façon courante aux autres caractéristiques : physiques, thermiques, électriques, environnementales, sécuritaires et économiques.
Enfin, comme il faut transformer le matériau, la prise en compte du procédé est incontournable. La difficulté à ce stade est qu'il en existe de nombreux et dont les caractéristiques sont très différentes : mouler, extruder, souffler ; usiner à la fraise, au fil, à l'eau, au laser, à l'acide ; meuler, polir, éroder, électroformer ; forger, couler, fritter ; découper, emboutir, etc. Dans chacune de ces étapes, le matériau est central car il est in fine l'objet ou le support d'un service.

### Classement en conception
On recense environ 80 000 matériaux utilisés en constructions diverses et, pour mieux se repérer, les matériaux sont souvent regroupés en six à huit familles (selon les références) :
- céramiques (SiC, Al2O3, ZrO2, diamant, ciment, béton, etc.) ;
- métaux ferreux (aciers fortement et faiblement alliés, fontes) ;
- métaux non ferreux (alliages d'aluminium, de cuivre, de nickel, de titane, de zinc, etc.) ;
- polymères thermoplastiques ;
- polymères thermodurcissables ;
- élastomères et mousses (silicone, EPDM, caoutchouc nitrile (NBR), polyuréthane, etc.) ;
- verres ;
- composites, naturels (bois…), fabriqués (bois aggloméré, contreplaqué, stratifié, etc.).

Pour des besoins de distinction des propriétés spécifiques et/ou d'une garantie sur ces propriétés, certaines références distinguent les céramiques poreuses (béton, briques), les polymères techniques (PMMA…), ou même la destination de leur usage (normes américaines AISI, ASTM, internationales ISO, européennes EN, etc.), ou encore la performance qu'apporte le matériau à la fonction souhaitée.
Pour éviter une distinction en classes et en sous-classes moyennement fructueuse (car redondantes entre les systèmes), des outils de sélection des matériaux (CES3 de Cambridge, FuzzyMat de Grenoble, etc.) ont été élaborés. Ils permettent d'intégrer aisément les nouvelles avancées de la recherche en nanomatériaux et d'intégrer leurs propriétés physiques (microscopiques) tout à fait particulières ainsi que leur condition de transformation. Ils permettent d'intégrer la contrainte (ou fonction) environnementale d'une manière dynamique plutôt que réglementaire.

### Classement pour le calcul
On distingue les matériaux ductiles et les matériaux fragiles, et en général, un grand nombre de lois bien connues de la mécanique s'appliquent. Le cas des polymères est un cas à part, car à température ambiante, on peut avoir différents états de la matière et donc différentes lois applicables selon la nature du polymère. En effet, à température ambiante ou à quelques dizaines de degrés Celsius, on peut rencontrer l'état fondu, caoutchouteux, la transition vitreuse, l'état vitreux ou semi-cristallin. Ce n'est pas le cas des métaux qui sont plutôt stables à quelques centaines de degrés près. Pour étudier avec suffisamment de certitude la bonne utilisation d'un polymère, on considère tout d'abord les deux grandes catégories, où les élastomères sont inclus :
- thermodurcissables (noté TD) : obtenus par réaction de polymérisation, en général irréversible, donc non recyclables (insolubles et infusibles) ;
- thermoplastiques (noté TP) : classés en quatre catégories (du moins cher au plus cher) :
  - polymères de grande diffusion : polyéthylène (PE), polypropylène (PP), polychlorure de vinyle (PVC), polystyrène (PS), polytéréphtalate d'éthylène (PET),
  - polymères intermédiaires : polyacrylonitrile (PAN), polybutadiène (BR), acrylonitrile butadiène styrène (ABS), polyméthacrylate de méthyle (PMMA), acétate de cellulose (CA),
  - polymères techniques : polyamide (PA), polycarbonate (PC), poly(oxyde de phénylène) (PPO) modifié,
  - polymères de spécialité :
    - polysulfures : polysulfone (PSU),
    - fluoropolymères : polyfluorure de vinylidène (PVDF), Téflon (PTFE),
    - silicones.

Pour une utilisation technique (calcul et caractéristiques physiques), on classe les polymères selon les caractéristiques de leurs monomères (molécules primaires du polymère) :
- semi-cristallins (50 % de la production) : polyoléfine (PE, PP, etc.), polyester, polyamide (PA), polyuréthane (PUR), fluoropolymère (PTFE, PCTFE, PVFD, etc.) ;
- amorphes : polymère chloré (PVC), cellulosique (acétate de cellulose, acétobutyrate de cellulose), silicone, polyacrylique (PMMA, PAN), styrénique (SAN, SBR, ABS), polycarbonate (PC) ;
- élastomères : polyisobutylène (PIB, caoutchouc butyle), styrène-butadiène (SBR), caoutchouc nitrile (NBR), Néoprène (polychloroprène), éthylène-propylène (EPR), silicone, polyphosphazène ;
- thermodurs (utilisation en dessous de la température de transition vitreuse) : phénoplaste, aminoplaste, polyester insaturé (UP), polyépoxyde (EP), polyuréthane (PUR), polyimide (PI), silicone.

Cette classification peut paraître complexe, mais les distinctions à l'échelle microscopique sont les suivantes :
- amorphe (ou fondu) : les chaînes de polymère reposent les unes sur les autres et leur distribution est statistique (gaussienne) ;
- élastomère (ou gel) : les chaînes possèdent des points de réticulation (liaisons covalentes, fortes) ;
- thermodurs : les chaînes sont constituées de molécules tri- ou tétra- fonctionnelles (liaisons fortes sur trois axes) ;
- semi-cristallins : des fragments de chaînes sont cristallisés, d'autres sont amorphes.

## Caractéristiques

### Mécaniques
Un matériau peut être caractérisé selon de nombreux paramètres :
- son module d'élasticité ;
- sa contrainte (souvent notée σ, son unité est le mégapascal. Voir Tenseur des contraintes) ;
- sa ductilité (déformation) (voir Tenseur des déformations ; Allongement à la rupture) ;
- son coefficient de Poisson ;
- sa dureté.

En régime linéaire, la contrainte est proportionnelle à la déformation, le facteur de proportionnalité est par exemple le module de Young, noté E.
- Contrainte = module d'élasticité × déformation[4].

### Physiques
Voici quelques caractéristiques physiques des matériaux :
- masse volumique : les matériaux à masse volumique importante sont utilisés à la fabrication de contrepoids (équilibrage), volants d'inertie, etc. Ceux à faible masse volumique sont utilisés dans l'aéronautique, par exemple ;
- coefficient de dilatation : entre en jeu, par exemple pour des matériaux soumis à des écarts de température importants ;
- chaleur massique : pour les accumulateurs thermiques des habitations ;
- point de fusion : matériaux appelés à fondre (fusibles) ;
- couleur, aspect, forme, état de surface, rugosité ;
- surface spécifique ;
- conductivités thermique et électrique ;
- porosité, perméabilité ;
- stabilité dimensionnelle.

### Conformité
En dehors de cette caractérisation des propriétés d'un matériau, nécessitant des moyens assez lourds seulement disponibles dans des laboratoires de recherche, un industriel est souvent amené à vérifier la conformité du matériau par rapport à un cahier des charges : c'est le contrôle qualité au moment de la réception d'un produit (essais mécaniques, examen de structure, contrôles non destructifs).

### Coût
En général, pour une application donnée, plusieurs matériaux ou combinaisons de matériaux sont susceptibles de répondre au cahier des charges. Le concepteur, l'ingénieur, l'architecte paysagiste ou l'architecte sont donc amenés à rechercher le meilleur rapport coût/fonctions remplies.